# 海诺·普利
海诺·普利（芬蘭語：Heino Pulli，1938年3月22日—2015年4月11日），芬兰男子冰球运动员。他曾代表芬兰国家队参加1960年和1964年冬季奥林匹克运动会冰球比赛，分别获得第七名和第六名。